# Labergement-Foigney
Labergement-Foigney este o comună în departamentul Côte-d'Or, Franța. În 2009 avea o populație de 413 de locuitori.

## Evoluția populației
| An        | 1975 | 1982 | 1990 | 1999 | 2006 | 2009 |
| --------- | ---- | ---- | ---- | ---- | ---- | ---- |
| Populație | 244  | 276  | 407  | 415  | 425  | 413  |